# Fahrenbach (Rosbach)
Der Fahrenbach ist ein etwa fünf Kilometer langer rechter bzw. südwestlicher Zufluss des Rosbachs.

## Geographie

### Verlauf
Der Fahrenbach entspringt in einem Waldgebiet nordwestlich vom Kellerberg (356 m ü. NHN) bei Rosbach vor der Höhe-Ober-Rosbach, südlich des Rosenkranzweges. In der Nähe befand sich die Dicke Eiche, ein rund 300 Jahre alter Hutebaum, der durch einen Sturm umstürzte. Der Fahrenbach fließt zunächst in südlicher Richtung westlich am Kellerberg und dem Fuchsbau vorbei, danach umfließt er den Salzberg (341 m ü. NHN). Dort fließt er auch an einem Quarzitwerk vorbei. Kurz vor der Unterquerung der Europastraße 451/A 5 wechselt er seinen Lauf nach Nordosten. In der Nähe eines Sportplatzes erreicht er das Stadtgebiet von Ober-Rosbach und wird bei einem Sportplatz verrohrt. So unterquert er ein Neubaugebiet, die Bundesstraße 455 und ein Gewerbegebiet. Wieder an der Oberfläche umfließt er leicht mäandrierend in einem teilweise renaturierten Bett das Neubaugebiet Feldpreul mit Feuerwehr und Bürgerinnenhaus und mündet schließlich in Rosbach vor der Höhe-Nieder-Rosbach, in der Nähe der Junkerwiese, in den aus dem Aubach entstandenen Gänsbach, der dadurch zum Rosbach wird – so die offizielle Ansicht zur Namensgebung des Bachs.

### Flusssystem Nidda
- Liste der Fließgewässer im Flusssystem Nidda